# Har Lavan
Har Lavan (hebreiska: הר לבן) är ett berg i Israel.   Det ligger i distriktet Södra distriktet, i den södra delen av landet. Toppen på Har Lavan är 670 meter över havet.
Terrängen runt Har Lavan är platt österut, men västerut är den kuperad.Runt Har Lavan är det ganska glesbefolkat, med 42 invånare per kvadratkilometer. Närmaste större samhälle är Midreshet Ben-Gurion, 11,0 km nordost om Har Lavan. Trakten runt Har Lavan är ofruktbar med lite eller ingen växtlighet.